# Ladoix-Serrigny
Ladoix-Serrigny is een gemeente in het Franse departement Côte-d'Or (regio Bourgogne-Franche-Comté). De plaats maakt deel uit van het arrondissement Beaune. Ladoix-Serrigny telde op 1 januari 2022 1.783 inwoners.

## Geografie
De oppervlakte van Ladoix-Serrigny bedroeg op 1 januari 2022 24,96 vierkante kilometer; de bevolkingsdichtheid was toen 71,4 inwoners per km².
De onderstaande kaart toont de ligging van Ladoix-Serrigny met de belangrijkste infrastructuur en aangrenzende gemeenten.

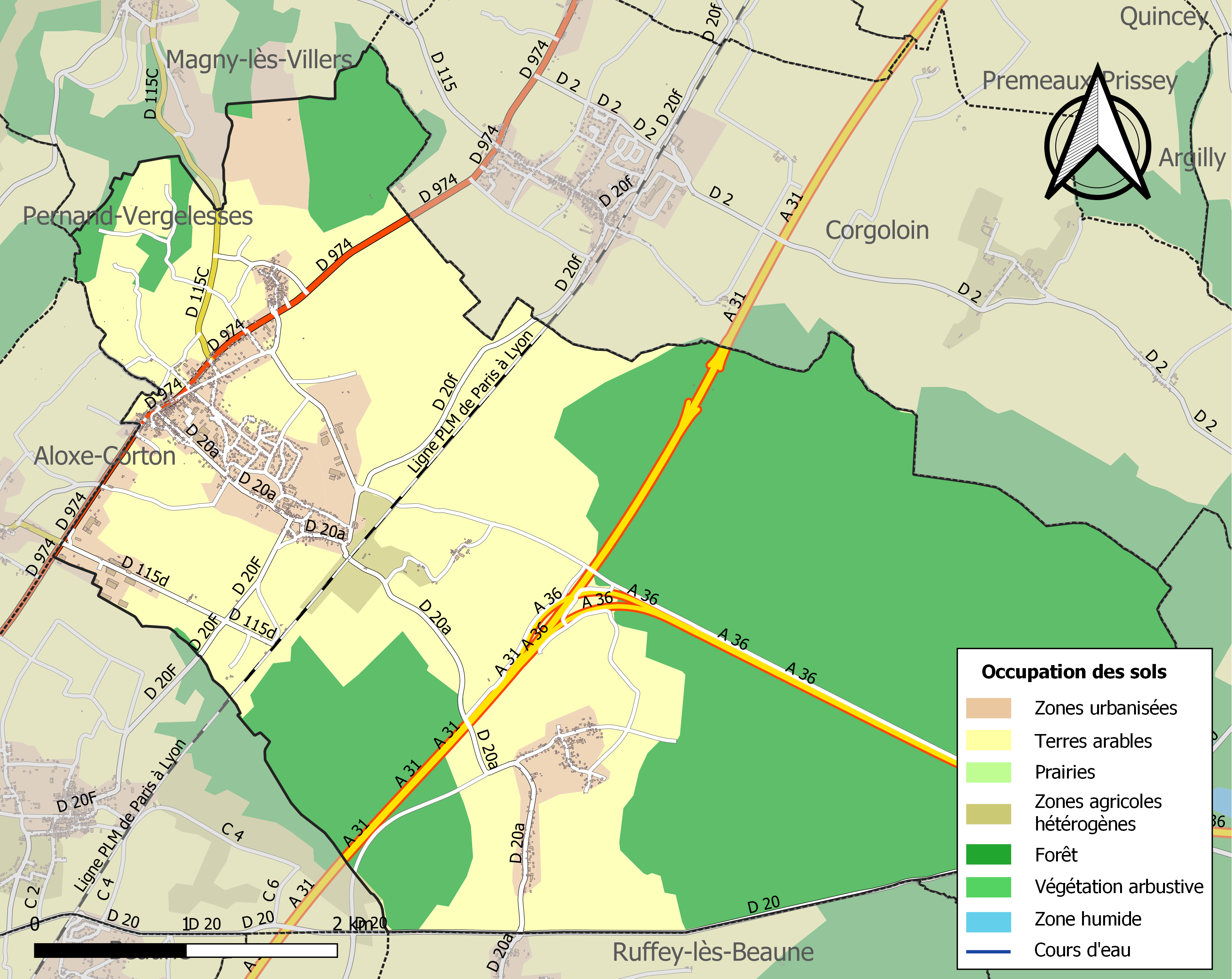

## Demografie
Onderstaande figuur toont het verloop van het inwonertal (bron: INSEE-tellingen).